# گلوا (ایلینوی)
گلوا، ایلینوی (به انگلیسی: Galva, Illinois) یک شهر در ایالات متحده آمریکا با جمعیت ۲٬۵۸۹ نفر است که در ایلی‌نوی واقع شده‌است.

## موقعیت جغرافیایی
موقعیت جغرافیایی شهرها و مناطق اطراف به شرح زیر است: